# SystemRescue

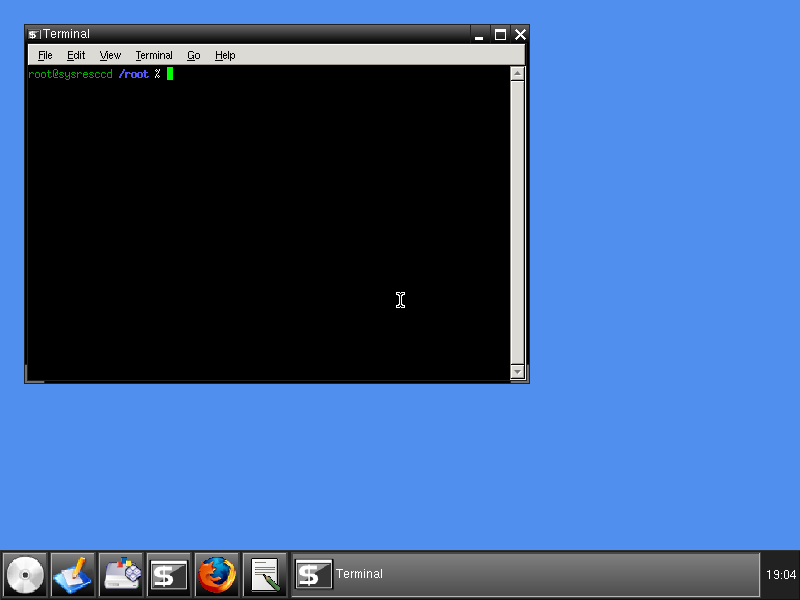
SystemRescueCD

SystemRescue este o distribuție Linux care rulează de pe un CD bootabil (Live USB), folosită în principal pentru repararea sistemelor care nu mai pot fi pornite de pe hard disk, și pentru recuperarea de date după un computer crash. CD-ul a fost realizat de o echipă condusă de Francois Dupoux, și se bazează pe distribuția Arch Linux.

## Structură
CD folosește GParted pentru partea de grafică. Este bazat pe kernelul stil Linux 2.6.22 cu suport Reiser4. CD include browserul Midori, și are unelte pentru a asigura conectarea la Internet prin ADSL, modem dial-up sau Ethernet.

## Facilități
Pe CD se găsesc, printre altele:
1. GNU Parted și GParted, unelte pentru repartiționare, inclusiv pentru FAT32 și NTFS
2. Fdisk pentru editarea disk partition table
3. PartImage, o unealtă open source care copiază numai secoarele folosite
4. Un inscriptor de CDuri și DVDuri
5. Două programe bootloader
6. Browsere web: Mozilla Firefox, Elinks
7. Midnight Commander
8. Unelte pentru arhivare și dezarhivare
9. Unlete pentru sistemul de fișiere
10. Suport pentru numeroase sisteme de fișiere (NTFS, FAT32, Mac OS HFS]])
11. Suport pentru procesoare Intel și PowerPC
12. Suport pentru modificare fișierului cu regiștrii din Windows (registry)
13. Poate inițializa computerul în FreeDOS,poate testa memoria, și diagnostica componentele hardware